# Juan González (beisebolista)
Juan Alberto González Vázquez (nascido em 20 de outubro de 1969), apelidado de "Igor", é um ex-jogador profissional de beisebol que jogou na Major League Baseball como campista direito. Durante seus 16 anos nas grandes ligas, González jogou por cinco equipes, mas é mais lembrado por suas passagens pelo Texas Rangers (1989–1999, 2002–2003). Um dos jogadores que mais produziam corridas e mais temidos rebatedores dos anos 1990, González teve média de 37 home runs e 117  RBIs por temporada de 1991 até 1999. Ganhou o prêmio de MVP da American League por duas vezes, em 1996 e 1998.